# Vlàssovo
Vlàssovo (en rus: Власово) és un poble de l'óblast de Lípetsk, a Rússia, que en el cens del 2010 tenia 218 habitants. Pertany al districte rural d'Izmàlkovo.